# Trischizostoma nicaeense
Trischizostoma nicaeense är en kräftdjursart som först beskrevs av Costa 1853.  Trischizostoma nicaeense ingår i släktet Trischizostoma och familjen Lysianassidae. Inga underarter finns listade i Catalogue of Life.